# Crassula peduncularis
Crassula peduncularis (лат.) — вид растений рода Толстянка (Crassula) семейства Толстянковые (Crassulaceae).

## Название
Родовое латинское название Crassula происходит от латинского слова crassus, — «толстый», в основном из-за присутствия у растений этого рода сочных листьев.
Видовой латинский эпитет peduncularis происходит от лат. pedunculate — «с цветоносом», в связи с его длинными цветоножками, которые изначально ошибочно принимались за сами цветоносы.

## Ботаническое описание
Незаметное, довольно нежное, преимущественно позднезимне-весеннее однолетнее травянистое растение. Стебель полегающий или распростертый, мясистый, розовато-белый, от белого до пурпурного, укореняющийся в узлах, обычно сильно разветвленный и восходящий. Листья сросшиеся у основания, 1,3–4,5 × 0,3–0,7 мм, мясистые, темно-зеленые, от желто-зеленых до розовых, линейные, линейно-ланцетные, сверху уплощенные, снизу выпуклые; вершина острая или остроконечная. Цветки 4-членные, одиночные, возникающие из осевых или одного листа в паре, на цветоножках.
Его можно спутать с другими местными видами Crassula, от которых его лучше всего отличают характерные семенные головки на ножках и строгий годовой образ жизни. Его можно спутать с натурализованным южноафриканским Crassula decumbens, который отличается от Crassula peduncularis более крупным размером, разветвленностью, более крупными цветками и почти сидячим плодоношением.
Цветение: Конец июля – декабрь. Плодоношение: август–февраль.

## Распространение и экология

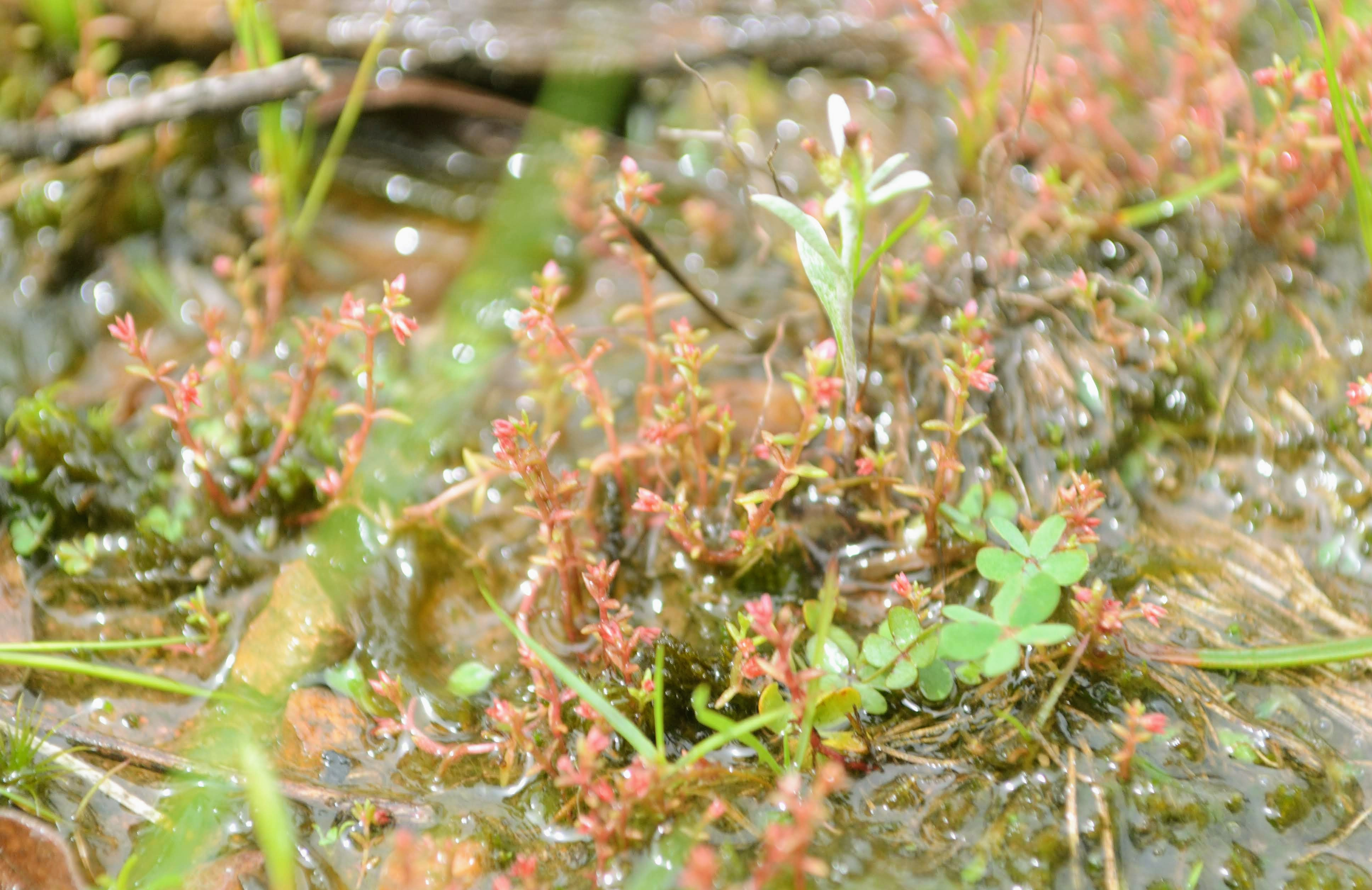
Касапава-ду-Сул, Бразилия

Ареал включает следующие территории: Аргентина, Боливия, Бразилия, Чили, Новая Зеландия, Парагвай, Перу, Австралия, Уругвай.
Вид был интродуцирован в Японии и Португалии.

## Охранный статус
Основной угрозой является вторжение сорняков в сезонно влажные и летние сухие места обитания, в которых нуждается этот вид. В настоящее время большинство крупных популяций обитают в местах, где пасущиеся животные, такие как овцы и крупный рогатый скот, подавляют конкурирующие виды сорняков, или в высокогорных средах обитания, которые все еще относительно свободны от видов сорняков. Небольшой размер вида и его ежегодный образ жизни означают, что его легко не заметить, поэтому некоторые из его прежних мест обитания были разрушены по невежеству в результате освоения прибрежных районов.

## Таксономия
Crassula peduncularis (Sm.) Cambess., первое упоминание в Portulac. Crassul. Bras. Merid. Syn.: 1 (1829).

### Синонимы
Гомотипные (основанные на одном и том же номенклатурном типе):
- Tillaea peduncularis Sm.

Гетеротипные (основанные на разных номенклатурных типах):
- Bulliarda bonariensis DC., not validly publ.
- Crassula bonariensis Cambess., nom. illeg.
- Crassula caudiculata Bacigalupo & Rossow
- Crassula paludosa Reiche
- Crassula purpurata (Hook.f.) Domin
- Sedum bonariense Kuntze
- Tillaea caudiculata (Bacigalupo & Rossow) V.V.Byalt
- Tillaea paludosa Schltdl., not validly publ.
- Tillaea purpurata Hook.f.
- Tillaea simplex Phil., nom. illeg.